# فرودگاه پولس
فرودگاه پولس (به انگلیسی: St. Paul Aerodrome) یک فرودگاه همگانی با کد یاتا ZSP است که یک باند فرود آسفالت دارد و طول باند آن ۱٬۰۶۶ متر است. این فرودگاه در کشور کانادا قرار دارد و در ارتفاع ۶۵۵ متری از سطح دریا واقع شده است.